# Macrotoma gracilipes
Macrotoma gracilipes là một loài bọ cánh cứng trong họ Cerambycidae.